# Emiliano Minnucci
Emiliano Minnucci (Roma, 10 agosto 1974) è un politico italiano.

## Biografia

### Attività politica
Già consigliere comunale dal 1999, Emiliano Minnucci è eletto sindaco di Anguillara Sabazia nel 2004 con il 54,26% dei voti..
Nel 2008 viene eletto in consiglio provinciale, dove dal 2011 ricopre la carica di capogruppo del Partito Democratico.
Nel dicembre del 2012 si candida alle primarie dei parlamentari del Partito Democratico nella provincia di Roma, ottenendo 3732 voti e risultando il secondo dei non eletti nella circoscrizione Lazio 1 alla Camera nelle successive elezioni politiche del 24 e 25 febbraio 2013. A seguito delle dimissioni presentate da Enrico Gasbarra, intanto eletto al parlamento europeo, il 25 giugno 2014 Ninnucci viene proclamato deputato.
Non si ricandida alle elezioni politiche del 2018, ma alle contemporanee elezioni regionali nel Lazio del 2018 viene eletto consigliere nelle liste del Partito Democratico nella circoscrizione provinciale di Roma; rimane in carica fino al 2023.